# کوله سولیو
کوله سولیو (به ایتالیایی: Colle Soglio) یک منطقهٔ مسکونی در ایتالیا است که در چرتو دی سپولتو واقع شده‌است. کوله سولیو ۲۳ نفر جمعیت دارد و ۶۶۳ متر بالاتر از سطح دریا واقع شده‌است.